# Necturus lodingi
Espèce
Synonymes
- Necturus lödingi Viosca, 1937

Necturus lodingi est une espèce d'urodèles de la famille des Proteidae.

## Répartition
Cette espèce est endémique de l'Alabama aux États-Unis. Elle se rencontre dans le bas bassin de la rivière au Chien.

## Étymologie
Cette espèce est nommée en l'honneur de Peder Henry Löding (1869–1942).

## Publication originale
- Viosca, 1937 : A tentative revision of the genus Necturus with descriptions of three new species from the southern Gulf Drainage area. Copeia, vol. 1937, no 2, p. 120-138.